# Freeview
Freeview är en tjänst som gör det möjligt för invånarna i Storbritannien att se på television och lyssna på radio med digital teknik. Alla sändningar från Freeview sker okodat och det enda som behövs för att ta emot Freeviewsändningarna är således en digital mottagare. Det konsortium som marknadsför Freeview kallas DTV Services Limited (DTVSL). Freeview lanserades den 30 oktober 2002 och var resultatet av ett konsortium bildat av BBC, Crown Castle UK och British Sky Broadcasting för att ersätta betaltjänsten ITV Digital som gått i konkurs samma år.

## Bakgrund
I det brittiska digitala marknätet finns sex stycken sändarnät (multiplexer, MUX). Av dessa tillhörde ursprungligen fyra stycken Freeview (MUX 1 samt B-D). De andra två ägdes av Digital 3 and 4 (ett konsortium mellan ITV och Channel 4) samt SDN (S4C Digital Networks, senare köpt av ITV plc). Dessa två sändarnät tillhörde då inte Freeviewkonsortiet, men var ändå tillgängliga via tjänsten.
Den 12 oktober 2005 bekräftades det att ITV plc och Channel 4 hade gått med i konsortiet. Sedan dess äger följande företag 20 procent vardera i DTVSL:
- British Broadcasting Corporation
- National Grid Wireless (tidigare Crown Castle UK)
- British Sky Broadcasting
- ITV plc
- Channel 4 Television Corporation

Som ett tillägg till Freeview lanserades i mars 2004 tjänsten Top Up TV som använde utrymme på de sändarnät som inte tillhörde Freeview för att sända krypterade kanaler.

## Historik
När Freeview lanserades i slutet av 2002 bestod utbudet av (förutom de kanaler som redan innan dess fanns på plattformen) Sky Travel, Sky News, Sky Sports News, UK History, The Hits och TMF. Innan lanseringen fanns de fem analoga kanalerna samt ITV2, ITV News Channel, alla BBC:s kanaler samt shoppingkanaler tillgängliga. I början av 2003 startade UK Bright Ideas/Ftn.
År 2004 startade Walt Disney Company kanalen ABC1, och ITV plc lanserade ITV3 (under år 2004 kom även betaltjänsten Top Up TV).
Nu hade utrymmet på Freeview börjat bli fullt utnyttjat. I början av 2005 hade Crown Castle med hjälp av ny kompressionsteknik skapat plats för två nya kanaler på Freeview. Efter en budgivning slutade det med att ITV plc och Channel 4 fick varsin av dessa kanalplatser. Budgivningen ska ha slutat med att de båda företagen fick betala ungefär fem miljoner brittiska pund var för sin kanalplats.
ITV började sända Men & Motors med män som målgrupp, medan Channel 4 lanserade sin underhållningskanal E4 på Freeview och använde sitt nya utrymme till att sända E4+1, det vill säga innehållet på E4 med en timmes fördröjning. Samtidigt tog Channel 4 bort Top Up TV från sin mux. Det utrymme som Top Up TV tidigare sänt på användes nu dels för E4, dels för en Big Brother-kanal. Detta utrymme användes senare för den nya frågesportskanalen Quiz Call och i oktober för More4. Den 31 oktober ersattes Sky Travel av Sky Three och dagen efter startade ITV4.
I november 2005 meddelade National Grid Wireless (NGW, tidigare Crown Castle) att de hade ännu en ledig kanalplats tillgänglig. Denna togs återigen upp för budgivning med början vid 5,5 miljoner pund. Flera företag var med vid budgivningen. Den 15 november 2005 rapporterade brittiska medier att priset för kanalplatsen hade stigit till 12 miljoner pund efter att ITV dragit sig ur budgivningen. Channel 4 gick vinnande ur budgivningen och använde inledningsvis platsen för att sända More4 +1. I juli 2006 började man använda denna plats för att sända filmkanalen Film4.
I april 2006 lanserade ITV spelkanalen ITV Play på det utrymme som tidigare använts av Men & Motors.
I oktober 2006 lanserade Five två nya TV-kanaler: Five Life och Five US. Plats till dessa kanaler hade skapats genom att kanalen köpt in sig i betaltjänsten Top Up TV som fick ändrad inriktning från vanliga linjära kanaler till en "on demand"-tjänst som baserades på en box som laddade ner program som sändes nattetid.
Channel 4 såldes sin spelkanal Quiz Call i november 2005. Platsen kom därefter att användas av Film4 +1. Även ITV Play valde att göra sig av med sin spelkanal genom att stänga den och ersätta den med ITV2 +1.
Den 20 augusti 2007 lanserades Channel 4 +1 som sände innehållet i Channel 4 med en timmes fördröjning. Kanalen tog över Film 4 +1:s tidigare utrymme. I september 2007 lade Disney ner ABC1 och lämnade därmed Freeview. Den 1 oktober 2007 ersattes kanalen FTN av Virgin 1. UKTV gjorde en omorganisation av sina kanaler den 15 oktober. Denna innebar att dokumentärkanalen UKTV History fick sin sändningstid begränsad till dagtid, UKTV Bright Ideas lades ner, och en ny kanal med namnet Dave lanserades.